# Live at Leeds (Live 1982)
Live at Leeds (Live 1982) je koncertní album britské rockové skupiny The Rolling Stones, které vyšlo v roce 2012. Album vyšlo jako součást archivované edice From the Vault. Album bylo nahráváno na koncertu v Leedsu v rámci evropského turné v roce 1982.

## Seznam skladeb
| Pořadí | Skladba                                                                            | Délka |
| ------ | ---------------------------------------------------------------------------------- | ----- |
| 1.     | "Under My Thumb"                                                                   | 3:41  |
| 2.     | "When the Whip Comes Down"                                                         | 4:13  |
| 3.     | "Let's Spend the Night Together"                                                   | 4:14  |
| 4.     | "Shattered"                                                                        | 5:00  |
| 5.     | "Neighbours"                                                                       | 4:10  |
| 6.     | "Black Limousine" (Mick Jagger, Keith Richards, Ronnie Wood)                       | 3:41  |
| 7.     | "Just My Imagination (Running Away With Me)" (Norman Whitfield, Barrett Strong)    | 9:05  |
| 8.     | "Twenty Flight Rock" (Eddie Cochran, Ned Fairchild)                                | 1:46  |
| 9.     | "Going to a Go-Go" (William Robinson, Warren Moore, Robert Rogers, Marvin Tarplin) | 3:47  |
| 10.    | "Let Me Go"                                                                        | 4:25  |
| 11.    | "Time Is on My Side" (Norman Meade, Jimmy Norman)                                  | 3:43  |
| 12.    | "Beast of Burden"                                                                  | 8:55  |
| 13.    | "You Can't Always Get What You Want"                                               | 11:04 |
| 14.    | představení skupiny                                                                | 1:14  |
| 15.    | "Little T&A"                                                                       |       |
| 16.    | "Angie"                                                                            | 4:41  |
| 17.    | "Tumbling Dice"                                                                    | 4:18  |
| 18.    | "She's So Cold"                                                                    | 4:05  |
| 19.    | "Hang Fire"                                                                        | 2:47  |
| 20.    | "Miss You"                                                                         | 8:30  |
| 21.    | "Honky Tonk Women"                                                                 | 3:27  |
| 22.    | "Brown Sugar"                                                                      | 3:45  |
| 23.    | "Start Me Up"                                                                      | 5:28  |
| 24.    | "Jumpin' Jack Flash"                                                               | 6:52  |
| 25.    | "(I Can't Get No) Satisfaction"                                                    | 7:17  |

## Obsazení
The Rolling Stones
- Mick Jagger – zpěv, kytara
- Keith Richards – kytara, doprovodné vokály, zpěv
- Ronnie Wood - kytara
- Bill Wyman – baskytara
- Charlie Watts – bicí

Doprovodní hudebníci
- Ian Stewart – piáno
- Chuck Leavell – klávesy, doprovodné vokály
- Gene Barge – saxofon
- Bobby Keys – saxofon